# Деврез
Девре́з (Деврес, Девречай, тур. Devrez Çayı) — река в Турции, левый приток реки Кызылырмак. Берёт начало из водохранилища Гюльдюрчек у горы Эмеклидеде (Emeklidede, 2086 м). Течёт на северо-восток через город Орта, южнее городов Куршунлу, Ылгаз и Тосья. Впадает в Кызылырмак у деревни Каргы, к северо-западу от города Османджик.
Хеттским названием река было Дахара (Dahara), так её называют в анналах Мурсили II на 21-м году его царствования:
Лишь сам Питаггаталли скрылся от меня. Всё войско у него — пехоту и колесницы я захватил (в плен). Затем войска я послал вслед за ним, и они гнали его через горы Эллурия, до реки Дахары преследовали и отняли у него жителей (города его), быков и овец.